# مارماهی دهان‌گرد
مارماهی دَهان‌گِرد (لامپری) نوعی طنابدار بی‌آرواره است.
منشأ این طنابدار به ۳۰۰ میلیون سال پیش بر می‌گردد که حدود ۴۳ گونه لامپری از ۹ جنس وجود دارد.
خانواده مارماهیان دهان‌گرد، ماهیانی بدون فک و استخوان بوده و بدون بالهٔ سینه‌ای و شکمی هستند و دارای ۱ یا ۲ بالهٔ پشتی و یک بالهٔ دمی هستند.
در زمان تخم‌ریزی در جنس ماده یک برجستگی شبیه به بالهٔ مخرجی دیده می‌شود.
دهان‌گردماهیان دهانی قیف‌مانند و مکنده دارند که در آن دندان‌هایشان قرار دارد.
دهان‌گردماهی از خانوادهٔ دهان‌گردماهیان (Petromyzontidae) متعلق به راستهٔ دهان‌گردماهی‌سانان (Petromyzontiformes) هستند.
برخی از گونه‌های دهان‌گردماهی دهان خود را مانند مته وارد بدن دیگر ماهیان می‌کنند و از آن‌ها خون می‌مکند.
در جانورشناسی جانوران این خانواده را ماهیان واقعی نمی‌دانند زیرا ریخت‌شناسی آن‌ها تفاوت زیادی با ماهیان دیگر دارد.
این جانوران نخستین جانوران مهره‌دار زمین بوده‌اند.

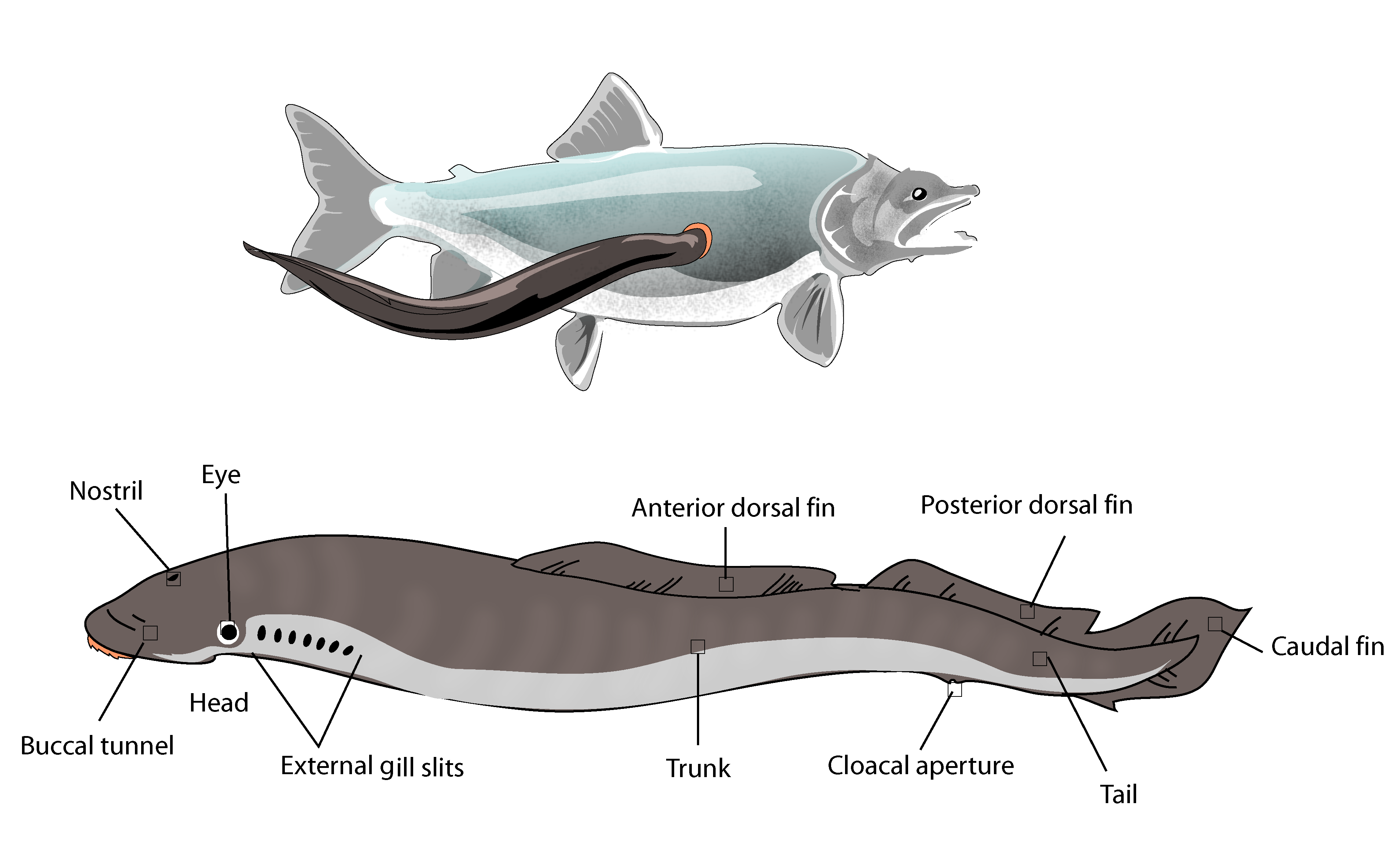
کالبدشناسی بیرونی سادهٔ یک دهان‌گردماهی

دهان یک دهان‌گردماهی رودخانه.

سن این ماهی حداکثر به ۵ سال می‌رسد و اندازهٔ آن به‌طور متوسط ۲۹۶ میلی‌متر می‌باشد.